# Bazylika Świętego Krzyża w Torre del Greco
Bazylika Świętego Krzyża (wł. Basilica di Santa Croce) – rzymskokatolicka świątynia we włoskim mieście Torre del Greco, w regionie administracyjnym Kampania.

## Historia
Kościół datowany jest na początek XVI wieku. Zastąpił on średniowieczną świątynię Santa Maria Maggiore. W 1596 rozpoczęto budowę dzwonnicy, ukończono ją w 1740. Przed jej wzniesieniem na jej miejscu stała kaplica Santa Maria del Presepe. Po erupcji Wezuwiusza w 1794 kościół zawalił się, a dzwonnica została zasypana pyłem wulkanicznym. Odbudowę zakończono w 1827. Świątynię wzniesiono według projektu Ignacego di Narda w stylu neoklasycystycznym. Budowę nadzorował również proboszcz parafii, Wincenty Romano, obecnie katolicki święty. W 1957 roku Pius XII podniósł kościół do rangi bazyliki mniejszej.

## Architektura i wyposażenie
Świątynia neoklasycystyczna, trójnawowa, posiadająca transept. Nad skrzyżowaniem naw znajduje się kopuła. Fasadę zdobią cztery pilastry, a na pseudoryzalicie przy wejściu głównym znajdują się cztery półkolumny oraz dwie nisze z posągami świętych: Januarego i Heleny. Prezbiterium kościoła zdobi ołtarz główny z obrazem przedstawiającym Znalezienie Krzyża Świętego.